# Одобеску Віра Сергіївна
Віра Сергіївна Одобеску (1934, місто Кишинів, тепер Молдова) — радянська діячка, новатор виробництва, розкрійниця Кишинівського виробничого взуттєвого об'єднання «Зоріле» Молдавської РСР. Член ЦК КП Молдавії (1961—1966, 1976—1990), кандидат у члени ЦК КП Молдавії (1971—1976). Член Центральної Ревізійної Комісії КПРС у 1986—1990 роках. Депутат і заступник голови Верховної ради Молдавської РСР 8-го скликання (1971—1975). Герой Соціалістичної Праці (5.04.1971).

## Життєпис
Закінчила неповну середню школу. У 1951 році закінчила фабрично-заводське училище в Кишиневі.
З 1951 року — розкрійниця верхніх шкіртоварів Кишинівської взуттєвої фабрики імені Сергія Лазо, розкрійниця цеху № 2, бригадир закрійниць Кишинівської взуттєвої фабрики «Зоріле» (Кишинівського науково-виробничого шкіряно-взуттєвого об'єднання) Молдавської РСР.
Член КПРС з 1958 року.
Указом Президії Верховної Ради СРСР від 5 квітня 1971 року за видатні успіхи в достроковому виконанні завдань п'ятирічного плану і великий творчий внесок в розвиток виробництва тканин, трикотажу, взуття, швейних виробів та іншої продукції легкої промисловості Одобеску Вірі Сергіївні присвоєно звання Героя Соціалістичної Праці з врученням ордена Леніна і золотої медалі «Серп і Молот».
Потім — на пенсії в місті Кишиневі.

## Нагороди і звання
- Герой Соціалістичної Праці (5.04.1971)
- два ордени Леніна (7.03.1960, 5.04.1971)
- орден Жовтневої Революції (30.04.1980)
- орден Дружби народів (23.05.1986)
- медалі
- Почесна грамота Президії Верховної Ради Молдавської РСР (1972)
- Заслужений наставник молоді Молдавської РСР (1981)
- Почесний громадянин міста Кишинева (1977)